# Ir. Jakoba Mulderplein
Het Ir. Jakoba Mulderplein is een plein in Amsterdam-Centrum.
Het plein dat in 1990 haar naam kreeg ligt ingeklemd tussen de Sarphatistraat en Singelgracht met haar Alexanderkade. Het plein is ontstaan na een grootscheepse renovatie van de panden en inrichting in en om de Zeeburgerstraat. Het plein dat ook bereikt kan worden via de Louise Wentstraat ligt verscholen achter het oostelijk gedeelte van de Oranje-Nassau Kazerne aan de Sarphatistraat.
Het plein is vernoemd naar Jakoba Mulder, mede-ontwerpster van de inrichting van het Amsterdamse Bos. Ze was voorvechtster van voldoende speelruimte voor kinderen, hetgeen jaren later door de buurt gebruikt werd, toen midden op het plein een kunstwerk het Gedenkteken Ir. Jakoba Mulder van Gijs Bakker zou komen. Dat zou te veel speelruimte in beslag nemen en werd vervolgens aan de rand van de groenvoorziening geplaatst. Dat de jeugd zelf zijn weg vond, bleek uit het feit dat het kunstwerk met een hellend vlak veelvuldig als skateruimte werd gebruikt.  

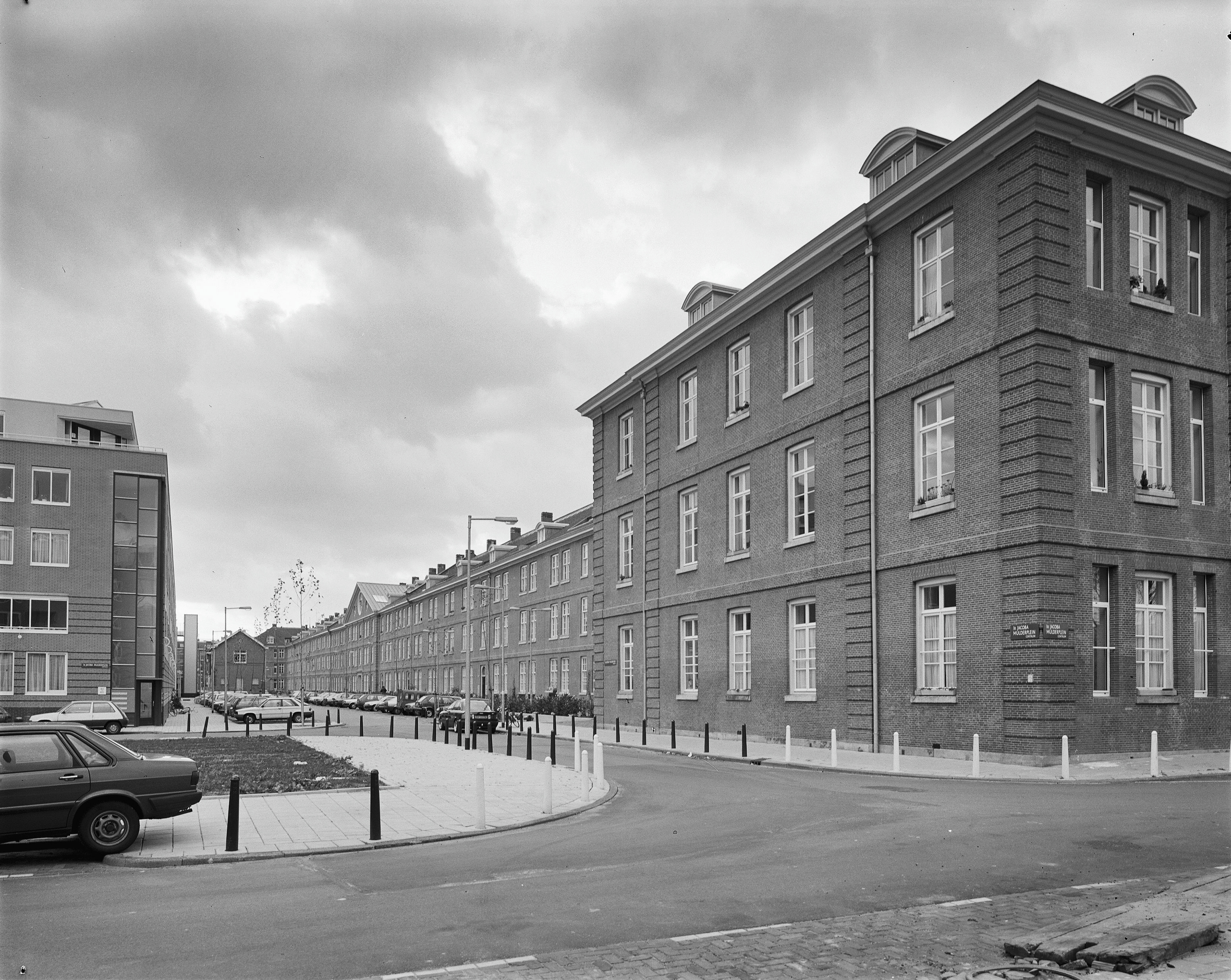
De noordelijke gevelwand van het plein in 1992